# Aeham Ahmad

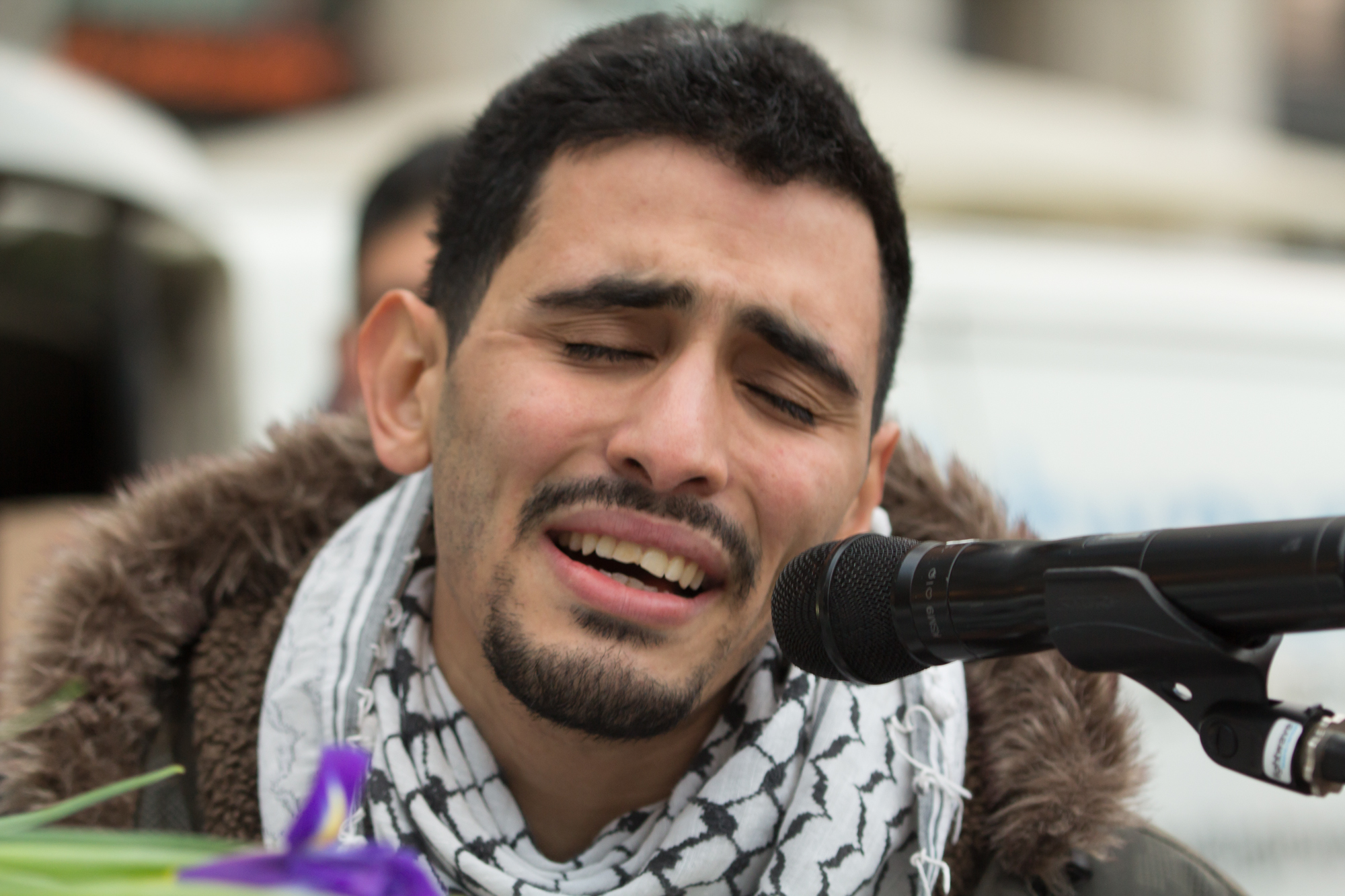
Aeham Ahmad

Aeham Ahmad (Yarmouk, 1988) is een Palestijns-Syrische pianist.

## Biografie
Aeham Ahmad werd geboren en groeide op in Yarmouk, een wijk van Damascus, bevolkt door Palestijnse vluchtelingen. Hij studeerde muziekpedagogie in Homs en werkte als muziekleraar. Hij studeerde Chopin, Beethoven en Mozart aan het Damascus Conservatorium en werd later toegelaten tot de muziekfaculteit in Homs.
In de Syrische Burgeroorlog werd Jarmuk hevig gebombardeerd. In 2015 werd hij wereldberoemd als 'De pianist van Yarmouk' door zijn publieke piano-uitvoeringen te midden van de puinhopen van Jarmuk dat in 2012 hevig gebombardeerd was. Nadat IS-stijders het vluchtelingenkamp hadden ingenomen en zijn piano vernietigd, vluchtte Ahmad eind 2015 naar Duitsland met achterlating van zijn vrouw en twee zoons. Daar werd hem de 'Beethovenprijs voor mensenrechten, vrede, vrijheid, armoedebestrijding en integratie' verleend.
Met zijn vrouw Tahani en zijn zoons Ahmed en Kinan woont hij sinds 2016 in Wiesbaden.
Aeham Ahmad heeft zijn eigen biografie geschreven, in het boek 'De pianist uit Yarmouk'. Hij geeft concerten in heel Europa.